# La Hauteville
La Hauteville ist eine französische Gemeinde mit 165 Einwohnern (Stand: 1. Januar 2022) im Département Yvelines in der Region Île-de-France. Sie gehört zum Arrondissement Mantes-la-Jolie und zum Kanton Bonnières-sur-Seine (bis 2015: Kanton Houdan). Die Einwohner werden Hautevillois genannt.

## Geographie
La Hauteville liegt etwa 55 Kilometer westsüdwestlich von Paris. Umgeben wird La Hauteville von den Nachbargemeinden Grandchamp im Norden und Westen, Adainville im Nordosten, La Boissière-École im Süden und Osten sowie Le Tartre-Gaudran im Westen und Südwesten.

## Bevölkerungsentwicklung
| Jahr                      | 1962 | 1968 | 1975 | 1982 | 1990 | 1999 | 2006 | 2013 |
| Einwohner                 | 118  | 138  | 137  | 169  | 157  | 159  | 177  | 177  |
| Quelle: Cassini und INSEE |      |      |      |      |      |      |      |      |

## Sehenswürdigkeiten

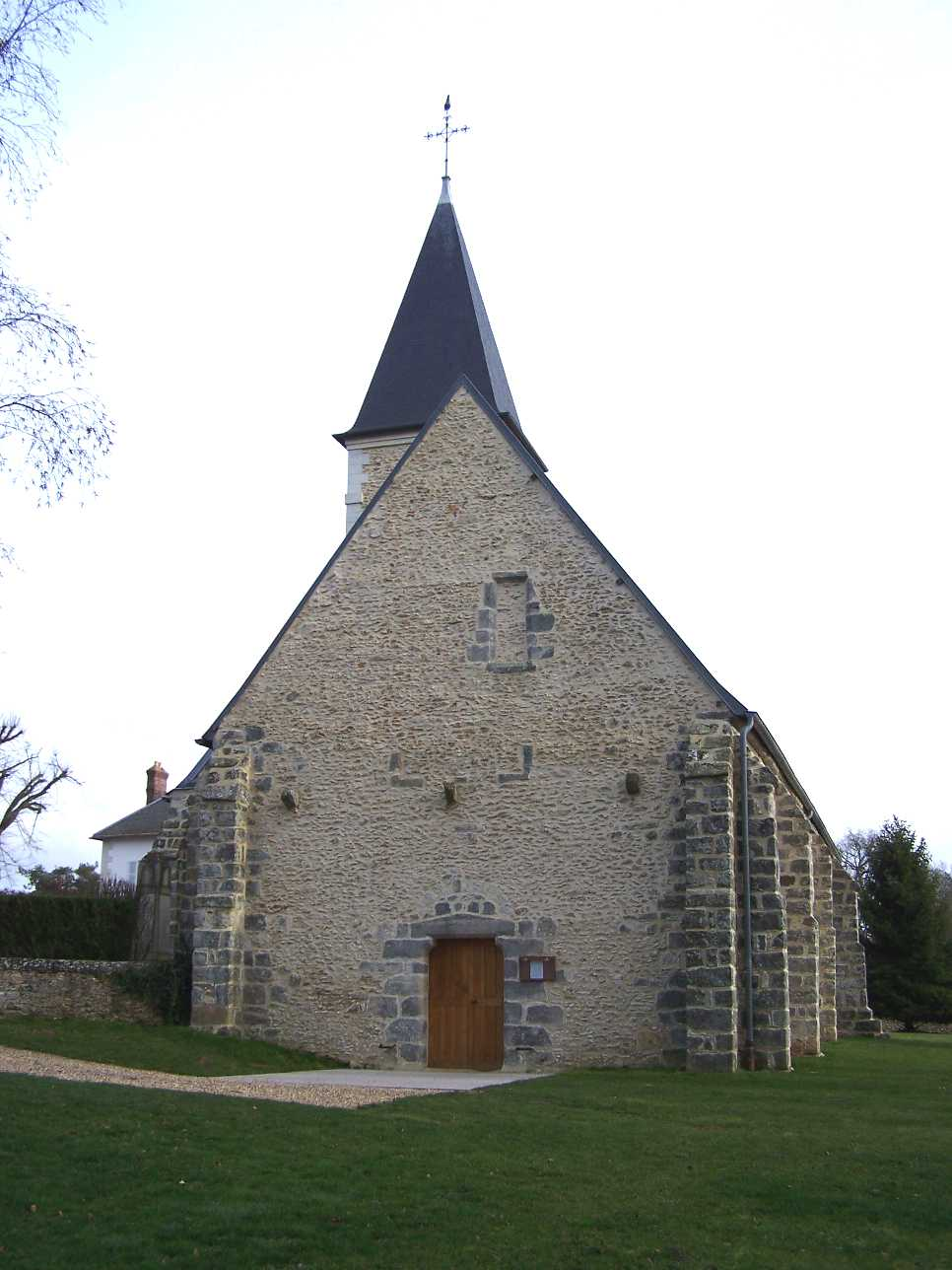
Kirche Sainte-Marie-Madeleine
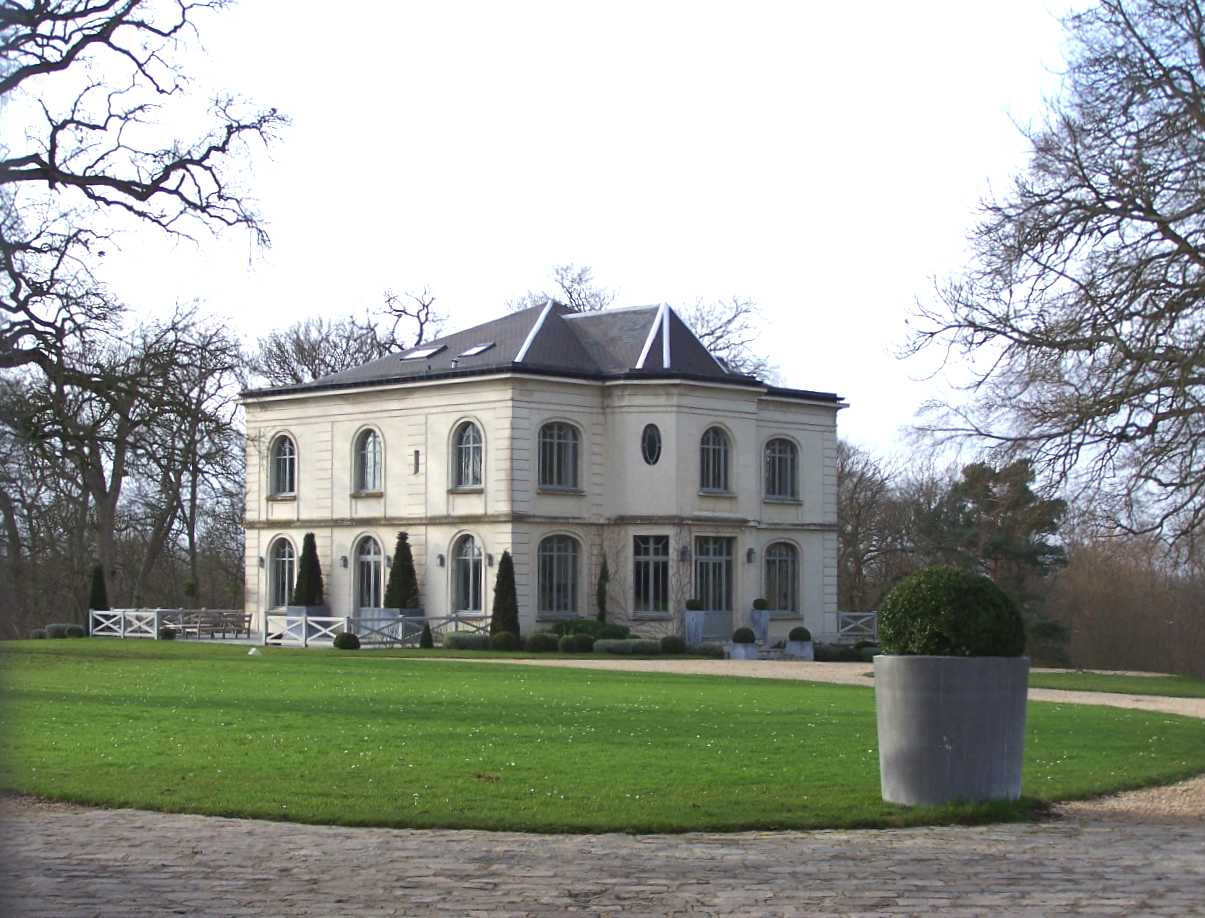
Schloss Hauteville

- Kirche Sainte-Marie-Madeleine
- Schloss Hauteville